# サンジャン島方面作戦
サンジャン島方面作戦（サンジャンとうほうめんさくせん、Ile Saint-Jean Campaign）は、フレンチ・インディアン戦争中の1758年秋に行われた、一連の軍事行動である。サンジャン島（現在のプリンスエドワード島）に住んでいたアカディア人と、最初の追放を逃れてサンジャン島にいたアカディア人の追放が目的であった。イギリス軍中佐のアンドリュー・ロロが、サンジャン島奪取のために500人の部隊を率いた。
この作戦中のアカディア人の死亡率は、1755年から1762年の一連の追放作戦の中で最もはなはだしいものだった。また、この作戦で追放されたアカディア人の総数は2番目で、これより追放者が多いのはファンディ湾方面作戦のみである。

## 作戦の背景

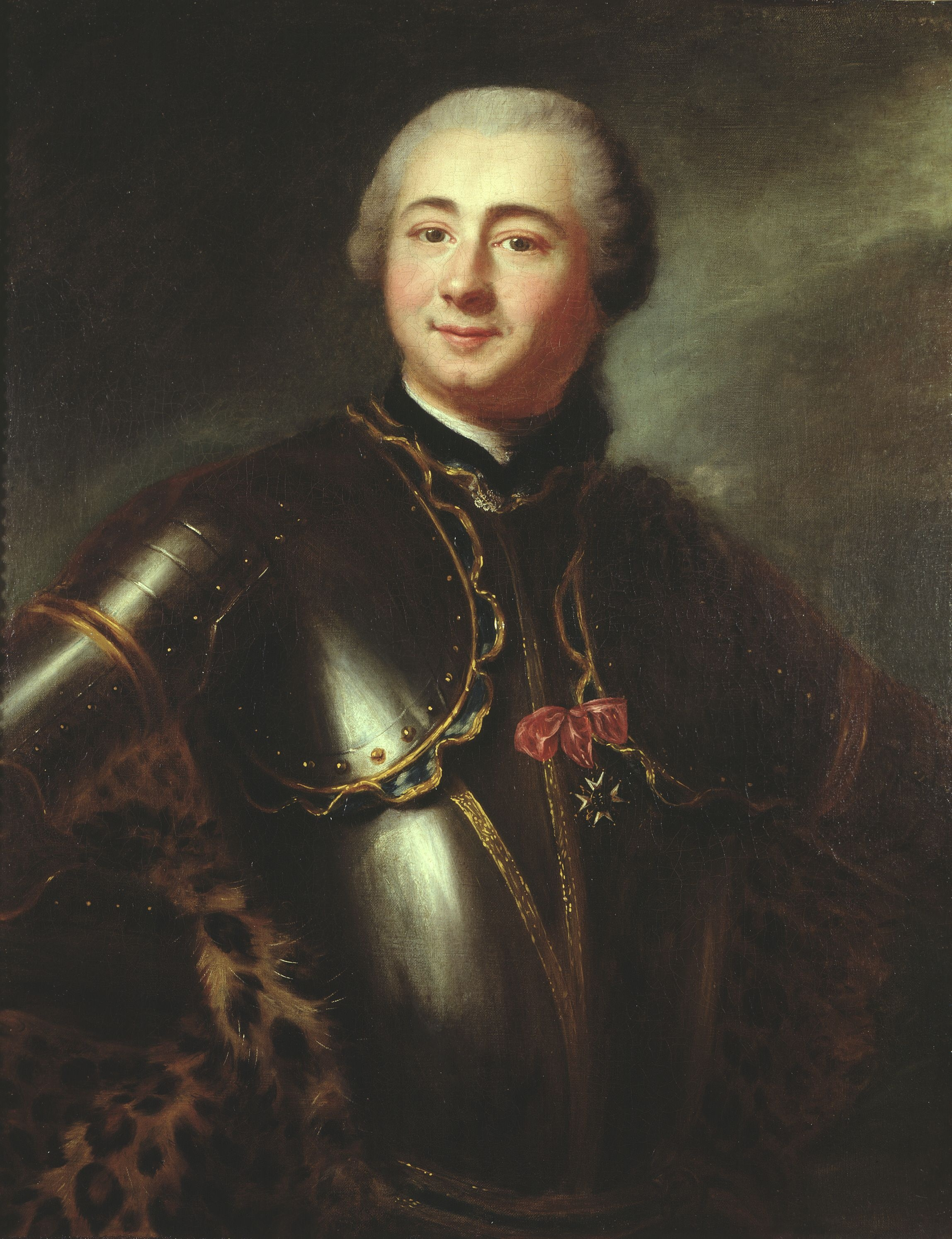
シャルル・デシャン・ド・ボワシェベール・エ・ド・ラフェト （1753年）

1710年にポートロワイヤルの戦いが起き、それから45年の間、アカディア人はイギリスへの絶対的忠誠の誓文への署名を拒み続け、イギリスへのさまざまな軍事抵抗に参加していた。また、ルイブールやボーセジュールといった、フランスの砦へ重要な補給業務に就いた。フレンチ・インディアン戦争の間、イギリスは、彼らにとって脅威であるアカディアの兵力を無効にしようと努め、また、追放されたアカディア人がルイブールへの補給線を維持するのを、阻止しようとした。
アカディア人追放の第一弾は、1755年のファンディ湾方面作戦から始まった。多くのアカディア人がこの作戦を逃れてサンジャン島（現在のプリンスエドワード島）のフランス人集落に向かった。サンジャン島の市長で指揮官のガブリエル・ルーソー・ド・ヴィユジュウィンは、このファンディ湾作戦時に、折に触れてミクマク族をアカディアにやって、イギリス軍から略奪をさせ、また、絶え間ない攻撃を仕掛けさせた。例えば1756年の夏、ヴィユジュィンは7人のミクマク族をエドワード砦に送り込み、イギリス兵2人の頭皮を剥がせて、その頭皮と捕虜を連れて戻って来させた。
1758年の、ロワイヤル島（ケープ・ブレトン島）でのルイブールの戦いの後、イギリス軍はサンジャン島と、現在のニューブランズウィックからのアカディア人の追放作戦を開始した。ある歴史家によると、この作戦は、第一弾のファンディ湾方面作戦より、もっと残忍で、より破壊度が高かった。

## 作戦

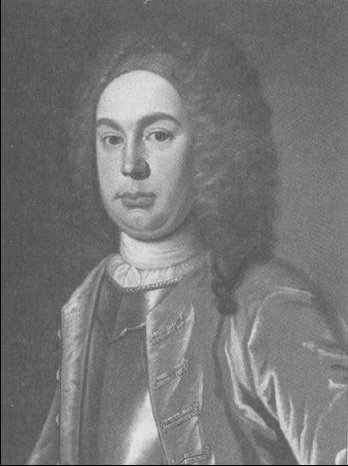
イギリス軍指揮官アンドリュー・ロロ

ジェフリー・アマーストの命令により、中佐のアンドリュー・ロロがアカディア人追放作戦を指揮した。アマーストは、ロロにサンジャン島をフランスから奪い、ラ・ジョイ砦の場所にアマースト砦を築くように言った。8月17日、ロロがラ・ジョイ砦の港に軍艦「ハインド」と4隻の輸送船、スクーナーで近づいたところ、指揮官のヴィユジュィンは直ちに降伏した。8月18日、ロロの兵たちは現在のヒルズボロー川を上り、フランス人を捕虜にして戻った。同様に、3台の大砲が、フランス人たちを使って、砦近くの、現在のラムズアイランドに据え付けられた。
10月14日、追放作戦は継続されており、スクーナーがラ・ジョイ砦に、ポワント・プリム（現在のプリンスエドワード島エルドン）から、50人ものアカディア人を連れてきた、その中にノエル・ドワロンがいた。10月20日、ドワロンとその家族が、デューク・ウィリアムに乗り込んだ。この船は後に沈没することになる。3,000人の追放者の中で、ざっと600人が早い時期にロワイヤル島に向かい、その次は、メアリー号で11月4日以前にうまく大西洋をわたった。11月4日に12隻の船がラ・ジョイ砦に向かったが、この船隊も1隻はカンゾ海峡で難破し、1隻がアゾレス岬、そして2隻がランズ・エンドでそれぞれ沈没した。残る8隻はフランスを目指したが、そのフランスへ向かう途中に、1,500人のアカディア人が病死または溺死した。
アカディアで最も大きな村である、アーヴル・サンピエール（セントピーターズ・ハーバー）の住民もすべて追放された。ラ・ジョイ砦から遠く離れたベデク、ラ・トラヴェルセ、リヴィエル・デ・ブロン（トリロン）、そしてリヴィエル・オー・クラポーからも、他の植民地、現在のキングスカウンティの住民同様に追われ、去って行った。

現在のニューブランズウィックの地図。上方にシャリュー湾とレスティグーシュ側、中央やや右にミラミチが見える。

アカディア人の多くがヴィユジュィンと共に降伏したが、およそ1,250人（30パーセント）のアカディア人は降伏しなかった。後者のうちの多数がサンジャン島を逃げ出した。フランス人とアカディア人とで4隻のスクーナーを準備して、島から逃げ出すアカディア人を輸送できるようにした。スクーナーのうち1隻は6門艦で、いずれもマルペク（現在のプリンスエドワード島マルペク湾）に横付けされた。ラ・ジョイ砦からのマルペクの距離は、イギリスの巡視船が近づけない場所にあった。アカディア人たちはどうにか島を離れて、シャルル・デシャン・ド・ボワシェール・エ・ド・ラフェトの難民キャンプにたどり着いた。このキャンプは現在のニューブランズウィック州ミラミチの地近くの、ボーベアル（ボーベアーズ）島にあり、「キャン・ド・レスペランス」（Camp de l’Esperance）として知られていた。アカディア人たちはまた、シャリュー湾やレスティグーシュ川にもたどり着いた。レスティグーシュ川のプチ＝ロシェル（現在のケベック州ポワント・ア・ラクロワ）に、ジャン＝フランソワ・ブルドン・ド・ドンブールがやはり難民キャンプを準備していた。アカディア人のジョゼフ・ルブランは、ル・メグレとピエールとジョゼフのゴーティエ兄弟が、上記のアカディア人たちを逃がすのに、重要な役割を演じたと語った。この逃亡には、ミクマク族も力を貸していた。
マルペク、トラカディとエタン・デ・ベルジにいたすべての家族は追放を逃れたようであった。リビエール・ド・ノルド・エに住んでいて、レスティゴーシュ川に向かったゴーティエ兄弟、ブジョル、アシュ＝ガランの多くの家族もまた同様だった。
およそ150人のアカディア人が1759年半ばまで島に留まった。フレンチ・インディアン戦争中の他のアカディア人への追放作戦は、集落を焼くことが行われたが、この作戦にはそういう命令はなかった。ロロは、後にイギリスが送り込むであろう入植者のために、家屋をそのままにしておくようにとの命令を受けていた。

## その後の展開

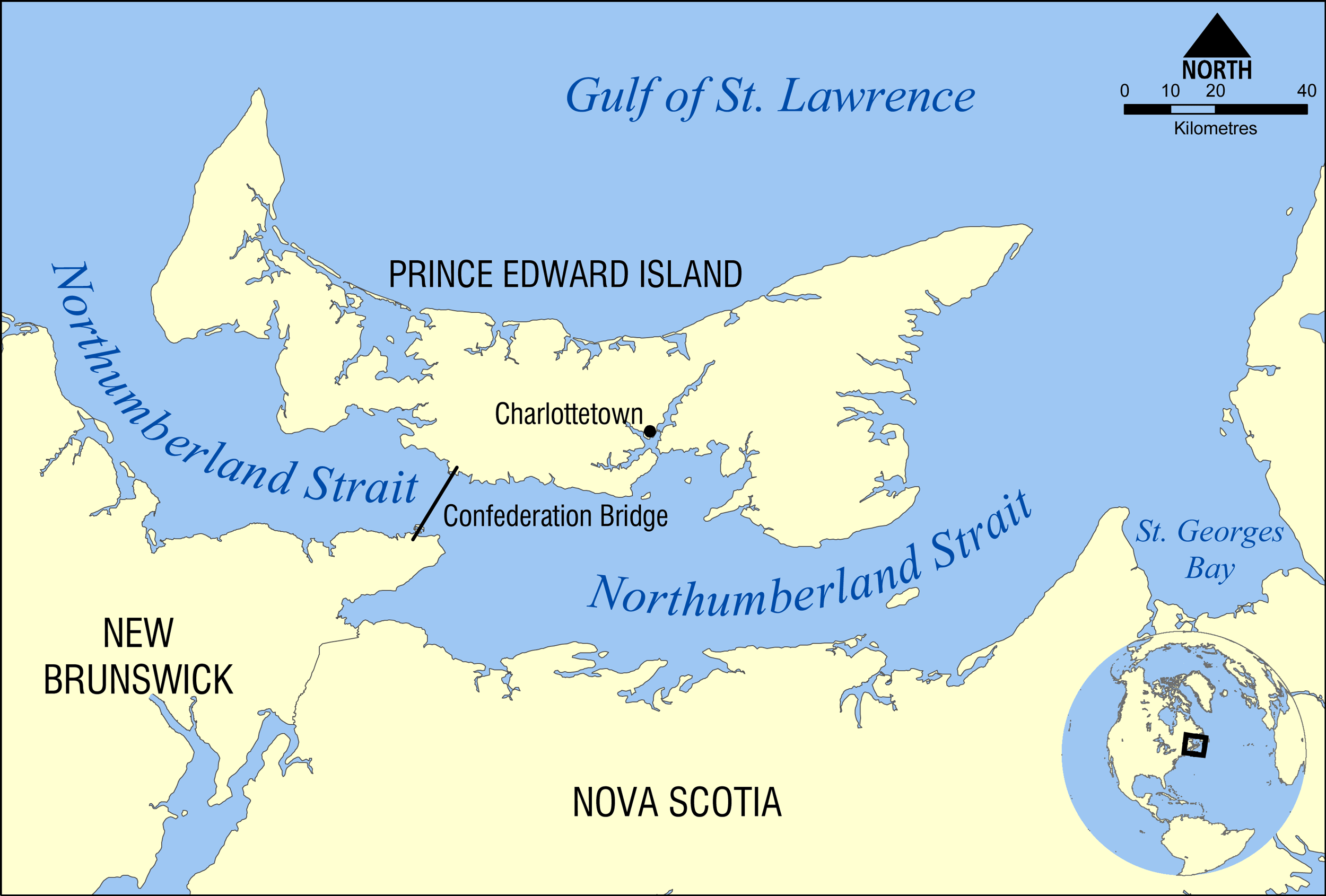
プリンスエドワード島の地図。周囲を取り囲むのがセントローレンス湾。

サンジャン島方面の作戦が始まってから、少将のアマーストは准将のジェームズ・ウルフを沿岸部北東に送り、1758年のセントローレンス湾方面作戦を展開した。ウルフが他の地域の任務に就いて後、1760年のレスティグーシュ川の戦いで、ボワシェベールの難民キャンプにいた数百人のアカディア人が捕囚され、1761年には、大尉のロデリック・マッケンジーがレスティゴーシュ川のブルドンのキャンプの330人のアカディア人を捕虜にした。
イギリス軍はまた、当時のベ・フランソワーズ（フランソワーズ湾、現在のファンディ湾）の北岸に向かった。1758年11月、少佐のジョージ・スコットと数百人の兵が、カンバーランド砦を発って、プティクーディアク川を多くの艦隊で上り、行く先々で集落を破壊した。その中には、ジョゼフ・ブルッサールの故郷であるボーソレイユも含まれていた。時を同じくして、2,000人規模の部隊を率いていた中佐のロバート・モンクトンは、セントジョン川での作戦に従事していた。また、イギリス軍は、ケープサーブル島でも似たような作戦を展開した 。

### 一次出典
- Earle Lockerby. The Deportation of the Prince Edward Island Acadians. Nimbus Press. 2008.
- Earle Lockerby, "The Deportation of the Acadians from Ile St.-Jean, 1758". Acadiensis. XXVII, 2 (Spring 1998), pp. 45?94.
- John Grenier. The Far Reaches of Empire: War in Nova Scotia, 1710-1760. Oklahoma University Press. 2008.
- Geoffrey Plank. "New England Soldiers in the Saint John River Valley: 1758-1760" in New England and the Maritime provinces: connections and comparisons By Stephen Hornsby, John G. Reid. McGill-Queen's University Press. 2005. pp. 59?73
- John Faragher. A Great and Noble Scheme. Norton. 2005.